# Protomedeia spinigera
Protomedeia spinigera is een vlokreeftensoort uit de familie van de Corophiidae. De wetenschappelijke naam van de soort is voor het eerst geldig gepubliceerd in 1959 door Oldevig.